# Ally Ioannides
Alexia « Ally » Ioannides, née en janvier 1998 à Atlanta, est une actrice américaine.

## Biographie
Ally Ioannides a commencé sa carrière d'actrice sur les planches du Mary G. Steiner Egyptian Theatre de Park City (Utah) avant d'être choisie pour la série Parenthood de NBC.

## Filmographie

### Cinéma
- 2013 : Ephraim's Rescue de T.C. Christensen : Martha Hanks à 15 ans
- 2015 : ANiMUS de Ray Rudy : Danielle Burling
- 2019 : Synchronic de Justin Benson et Aaron Moorhead : Brianna Dannelly
- 2023 : Jesus Revolution de Jon Erwin : Janette Smith

### Télévision
- 2014 : Parenthood : Dylan Jones (rôle récurrent, 7 épisodes)
- 2015 : New York, unité spéciale : Heather Manning (saison 16, épisode 18)
- 2015 : Into the Badlands : Tilda (rôle principal)[4]
- 2016 : Elementary : Mina Davenport / Cassie Lenue (2 épisodes)